# Вьельнав-де-Наварренс
Вьельна́в-де-Наварре́нс (фр. Viellenave-de-Navarrenx) — коммуна во Франции, находится в регионе Аквитания. Департамент — Атлантические Пиренеи. Входит в состав кантона Кёр-де-Беарн. Округ коммуны — Олорон-Сент-Мари.
Код INSEE коммуны — 64555.

## География
Коммуна расположена приблизительно в 660 км к югу от Парижа, в 170 км южнее Бордо, в 35 км к западу от По.
На северо-востоке коммуны протекает река Гав-д’Олорон.

### Климат
Климат тёплый океанический. Зима мягкая, средняя температура января — от +5°С до +13°С, температуры ниже −10 °C бывают редко. Снег выпадает около 15 дней в году с ноября по апрель. Максимальная температура летом порядка 20-30 °C, выше 35 °C бывает очень редко. Количество осадков высокое, порядка 1100 мм в год. Характерна безветренная погода, сильные ветры очень редки.

## Население
Население коммуны на 2010 год составляло 168 человек.
| 1962 | 1968 | 1975 | 1982 | 1990 | 1999 | 2010 |
| ---- | ---- | ---- | ---- | ---- | ---- | ---- |
| 156  | 151  | 161  | 187  | 167  | 140  | 168  |

## Администрация
| Период | Период | Фамилия        | Партия | Примечания |
| ------ | ------ | -------------- | ------ | ---------- |
| 1995   | 2001   | Жерар Перуте   |        |            |
| 2001   | 2008   | Жан Эррамюзп   |        |            |
| 2008   | 2014   | Жан-Марк Мулье |        |            |
| 2014   | 2020   | Жак Бурге      |        |            |

## Экономика
В 2010 году среди 104 человек трудоспособного возраста (15-64 лет) 78 были экономически активными, 26 — неактивными (показатель активности — 75,0 %, в 1999 году было 77,2 %). Из 78 активных жителей работали 70 человек (37 мужчин и 33 женщины), безработных было 8 (4 мужчины и 4 женщины). Среди 26 неактивных 7 человек были учениками или студентами, 15 — пенсионерами, 4 были неактивными по другим причинам.

## Достопримечательности
- Усадьба Лосса (XVIII век). Исторический памятник с 2003 года[4]

## Фотогалерея
- Церковь